# Корейски заек
Корейският заек (Lepus coreanus) е вид бозайник от семейство Зайцови (Leporidae).

## Разпространение
Видът е разпространен в Китай (Дзилин) и Корея.